# José Manuel Otero Lastres
José Manuel Otero Lastres (Cee (La Coruña), 18 de marzo de 1947) es un jurista español, también conocido por su faceta de escritor literario y de directivo del Real Madrid, C.F. Desde 2021, es consejero del Tribunal de Cuentas.

## Biografía

### Actividad docente
Tras licenciarse en Derecho con premio de Licenciatura en 1969, se incorporó al Instituto de Derecho Industrial de la Universidad de Santiago, donde se doctoró con idéntico premio en septiembre de 1973. 
Incorporado al claustro de la Universidad de Santiago en 1979 como profesor agregado se trasladó dos años más tarde a la Universidad de León, donde obtuvo en abril de 1981 por concurso directo la primera cátedra que se dota en Derecho mercantil. En la recién creada Universidad leonesa ocuparía el cargo de decano de la Facultad de Derecho desde noviembre de 1981 hasta el 31 de agosto de 1985. Como curiosidad de su labor docente, cabe destacar que es el único profesor que han tenido en común en sus estudios de Derecho los dos presidentes del Gobierno español: José Luis Rodríguez Zapatero y Mariano Rajoy Brey.
Desde 1986 es catedrático de Derecho mercantil en la Universidad de Alcalá, primero en la Facultad de Ciencias Económicas y Empresariales y desde 1996 en su Facultad de Derecho, en la que imparte docencia de Derecho mercantil y de Derecho Industrial en sus estudios de grado y posgrado. Igualmente ha impartido docencia en multitud de universidades españolas y americanas. 

### Actividad jurídica
Junto a su faceta académica, destaca su labor profesional de abogado, tanto en el ejercicio libre de la profesión como en su condición de árbitro. Entre otros cargos, es:
- Presidente de la comisión de estudios y publicaciones de la Corte Española de Arbitraje.
- Miembro de la Cámara de Comercio Internacional.
- Miembro correspondiente del Institut of International Business Law and Practice.
- Presidente de la Sección sexta del Jurado de Autocontrol de la Publicidad.
- Miembro de la Real Academia de Jurisprudencia y Legislación.[1]

### Actividad literaria y deportiva
En la última década ha desarrollado una intensa actividad literaria con la publicación de dos novelas y tres libros de cuentos, que compagina con su columna literaria en diferentes diarios nacionales.
También ha sido vicepresidente del Comité Español de Disciplina Deportiva, dependiente del Consejo Superior de Deportes, y en la actualidad es miembro de la Junta Directiva del Real Madrid, C.F., por tercera vez, desde el 1 de junio de 2009.

## Premios y distinciones
- Premio de investigación Castro Canosa a la mejor obra publicada en la Facultad de Derecho.
- Cruz de Honor de San Raimundo de Peñafort.
- Mejor abogado de España en Propiedad Intelectual en 2012 en votación organizada por la revista Best Lawyers
- Cruz al Mérito en el Servicio de la Abogacía
- Premio Montero Ríos (septiembre, 2019) otorgado por Iurisgama.[2]

## Publicaciones

### Académicas
- "Algunos problemas de los clubes de fútbol” en Liber Amicorum Juan Luis Iglesias”. 2014.
- Reflexiones sobre los componentes de reparación y el Art. 110 del Reglamento (CE) Nº. 6/2002” en la obra Estudios de Derecho Mercantil. 2013.
- “El Derecho al dibujo o modelo”, de la obra El diseño comunitario, Estudios sobre el Reglamento (CE) num. 6/2002. 2012.
- La Uniformización de la competencia desleal” de la obra: Estudios de Derecho Mercantil en homenaje al profesor José María Muñoz Planas. 2011.
- Obras de arte aplicadas a la industria. Diseños industriales y derechos de autor” de la obra “Problemas actuales de derecho de la propiedad industrial”. 2011.
- Reflexiones sobre el diseño industrial” de la obra “Derecho de la I+D+I investigación desarrollo e innovación” 2010.
- Algunas reflexiones sobre el caso Afinsa” de la obra: Reflexiones para la reforma concursal. 2010.
- El juez y los parámetros de conducta en la propiedad industrial y la competencia desleal”. Obra colectiva El Derecho Mercantil en el umbral del siglo XXI. 2010.
- Reflexiones sobre el requisito de la novedad en la nueva ley del diseño” de la obra: Estudios sobre propiedad industrial e intelectual y derecho de la competencia. 2005.
- El Diseño Industrial según la Ley de 7 de julio de 2003, en el Tratado de Derecho Mercantil, Marcial Pons. 2003.
- “Publicidad comparativa: licitud o ilicitud de la misma”, en el libro “Propiedad Industrial y Competencia Desleal”, Consejo General del Poder Judicial y Andema. Madrid 1995, pp. 103 y ss.
- La oferta pública de adquisición de acciones de sociedades anónimas no cotizadas en Bolsa, en la Obra colectiva Adquisición de sociedades no cotizadas, Deusto, Bilbao, 1994.
- “La patentabilidad del material genético humano en el Derecho Español Vigente”. Fundación BBV, El Derecho ante el Proyecto Genoma Humano, Volumen II, con la colaboración de Universidad de Deusto y Excma. Diputación Foral de Vizcaya, Bilbao 1994.
- La Junta General de Accionistas de la Sociedad Anónima Familiar, en la Obra colectiva La empresa familiar ante el derecho. el empresario individual y la sociedad de carácter familiar, dirigido por D. Víctor Manuel Garrido de Palma, Civitas, Madrid, 1995.
- Los dividendos pasivos, en Comentario al Régimen Legal de las Mercantiles. Dirigido por URIA-MENENDEZ-OLIVENCIA. Vol 3, Civitas, Madrid, 1994.
- Acerca de la Junta General de Accionistas, en Estudios sobre La Sociedad Anónima, Tomo II, con varios autores, dirigido y presentado por Víctor Manuel Garrido de Palma, Civitas, Madrid, 1993.
- Comentario a la Ley de Patentes. Praxis 1987 (en colaboración con otros autores).
- Hacia un nuevo sistema de patentes. Montecorvo 1982 (en colaboración con otros autores).
- El Modelo Industrial. Montecorvo Madrid 1977.
- Manual de la Propiedad Industrial, en colaboración con otros autores, 2.ª ed., Marcial Pons. 2013.

### Literarias
- Es autor del libro “Carta a Miguel y otros cuentos”, publicado por Sopec Editorial, S.A.
- Es autor del libro de cuentos y de artículos periodísticos “Puentes de Palabras.”, publicado por Editorial La Voz de Galicia, S.A.
- Es autor del Libro de Cuentos “Las Nubes pueden ser Gemelas” publicado por editorial Ézaro en 2006.
- Es autor de diversos artículos publicados en el Diario La Voz de Galicia.
- Es autor de la novela “La niña de gris”, publicada en junio de 2009 por la editorial MR EDICIONES, del Grupo Planeta, que va por la segunda edición.
- Es autor de la novela “El campo de Bucéfalo”, publicada en mayo de 2011 por la editorial Pigmalión.